# قاي لوزون
قاي لوزون (بالعبرية: גיא לוזון‏) هو لاعب كرة قدم ومدرب كرة قدم إسرائيلي في مركز الدفاع، ولد في 7 أغسطس 1975 في بتاح تكفا في إسرائيل. لعب مع مكابي بتاح تكفا.

## وصلات خارجية
- قاي لوزون على موقع قاعدة بيانات كرة القدم.إي يو (الإنجليزية)
- قاي لوزون على موقع Soccerway.com (الإنجليزية)
- قاي لوزون على موقع عالم كرة القدم.نت (الإنجليزية)